# Popivanje
Popivanje je pretirano uživanje alkoholnih pijač, ki traja daljši čas.
Popivanje je način pitja, ki je priljubljen v več državah po vsem svetu in se nekoliko prekriva z družabnim pitjem, saj se pogosto izvaja v skupinah. Stopnja zastrupitve pa se razlikuje med različnimi kulturami, ki se ukvarjajo s to prakso, in znotraj njih. Prekomerno uživanje z alkoholom lahko traja več ur ali do nekaj dni, v primeru daljše uporabe pa celo tedne. Zaradi dolgotrajnih učinkov prekomernega uživanja alkohola velja, da je prekomerno pitje velik problem javnega zdravja.